# (8125) Tyndareus
(8125) Tyndareus (5493 T-2) – planetoida z grupy trojańczyków okrążająca Słońce w ciągu 11 lat i 252 dni w średniej odległości 5,15 au. Została odkryta 30 września 1973 roku.